# Sunčanica
 Ovo je glavno značenje pojma Sunčanica. Za druga značenja pogledajte Sunčanica (razdvojba).
Sunčanica je termoregulacijski poremećaj koji nastaje izlaganjem glave, a posebno potiljka, visokoj temperaturi - odnosno utjecaju sunčeve topline.
Tijelo regulira temperaturu radom kardiovaskularnog sustava i znojenjem. Kako bi znojenje bilo učinkovitije, za vrijeme visokih vrućina, kroz kožu protječe veća količina krvi. Dio tekućine iz krvi se izlučuje i hlapi, a nakon toga ohlađena krv nastavlja kolati tijelom. U ovom mehanizmu važno je uočiti dvije pojave: (1) kako više krvi odlazi u kožu na hlađenje, mogući su problemi s tlakom, jer u ostatku organizma manjka krvi - i osim toga (2) bilo se ubrzava kako bi se što više krvi rashladilo i procirkuliralo tijelom.
Koristeći krv kao rashladnu tekućinu, tijelo prvenstveno štiti najvažnije organe - kao što je mozak. 
Pri izlaganju glave utjecaju sunca, temperatura u lubanji će se povećati. Tijelo će pokušati rashladiti mozak, na način da se što više hladne krvi uputi u glavu. Posljedica ovoga je da žilice u mozgu nabreknu i mozak natekne od relativno naglog povećanja volumena. Simptomi ovakve pojave su jako slični potresu mozga i nisu bezazleni. Ozbiljni slučajevi sunčanice mogu završiti i dugotrajnom nesvjesticom pa i komatoznim stanjem i smrću. 
Gore je opisan najteži slučaj sunčanice, kakav se može desiti nakon dugotrajnog boravka na suncu bez prikladen zaštite. Ovakvim poteškoćama su podložni oni koji nemaju drugog izbora: vojnici na hodnji, jedriličari nasukani na splavi i slični nesretni slučajevi - a za obične turiste, već prvi znakovi sunčanice dovoljan su znak za bijeg u hladovinu.
Simptomi sunčanice su najčešće suha koža uz osjetno povišenu tjelesnu temperaturu, a osoba se žali na glavobolju, vrtoglavicu, nemir, smušenost, te je vidljivo crvenilo lica. Ako se zanemare ovi znakovi, ubrzo će započeti zujanje u ušima, problemi s vidom i malaksalost - a u teškim slučajevima osoba je omamljena, raširenih zjenica, te se na koncu može i onesvjestiti. Bilo je ubrzano, a disanje plitko i ubrzano. 
Sunčanica je vrlo ozbiljno stanje - koje može završiti dugotrajnom nesvjesticom, a na koncu i komom i smrću.
Osobu za koju se sumnja da pati od sunčanice treba odmah smjestiti u hladovinu, u poluležeći položaj i raskomotiti joj odjeću. U slučaju nesvjestice osobu polegnuti na bok. Unesrećenog treba rashladiti laganim polijevanjem vodom (ne naglim pljuskanjem iz kante), te stavljanjem hladnih obloga ili vrećice s ledom na potiljak i glavu. Tjelesnu temperaturu treba stalno nadzirati, s hlađenjem se može prestati tek kada se tjelesna temperatura vrati u normalu, odn. padne ispod 38 °C.
Bolesniku dati mlake napitke (ako je pri svjesti) te mu ne davati pića koji utječu na tlak i krvotok - ponajprije kavu i alkohol.
Nakon sunčanice obično se javljaju: glavobolja koja može potrejati danima, osjetljivost na zvukove i vizualne podražaje, šum u ušima - te razdražljivost i opće nezadovoljstvo zbog vlastite nepažnje i uništenog odmora. Unesrećeni se mora odmarati u zamračenoj i prohladnoj prostoriji, u mirnom okružju - bez televizije, radija i kompjutorskih igara. Posljedice se mogu osjećati još i godinama nakon udara sunčanice.
U slučaju nesvjestice, pružiti prvu pomoć hlađenjem tijela i glave - ali odmah pozvati i hitnu pomoć. U svakom slučaju, uputno je čim prije kontaktirati liječnika.
Sunčanica se možet izbjeći upotrebom dobre zaštite za glavu. Prozračnog slamnatog šešira širokog oboda koji će štititi od izravnog utjecaja sunca. Tijekom duljeg boravka na suncu (na primjer za poljskih radova ili na jedrilici) redovito rashlađivanje kose, glave i potiljka vodom umanjuje opasnost od sunčanice. Preporuča se piti puno hladne tekućine za rashaditi tijelo iznutra - i odmarati se.